# Cartuccia magnum

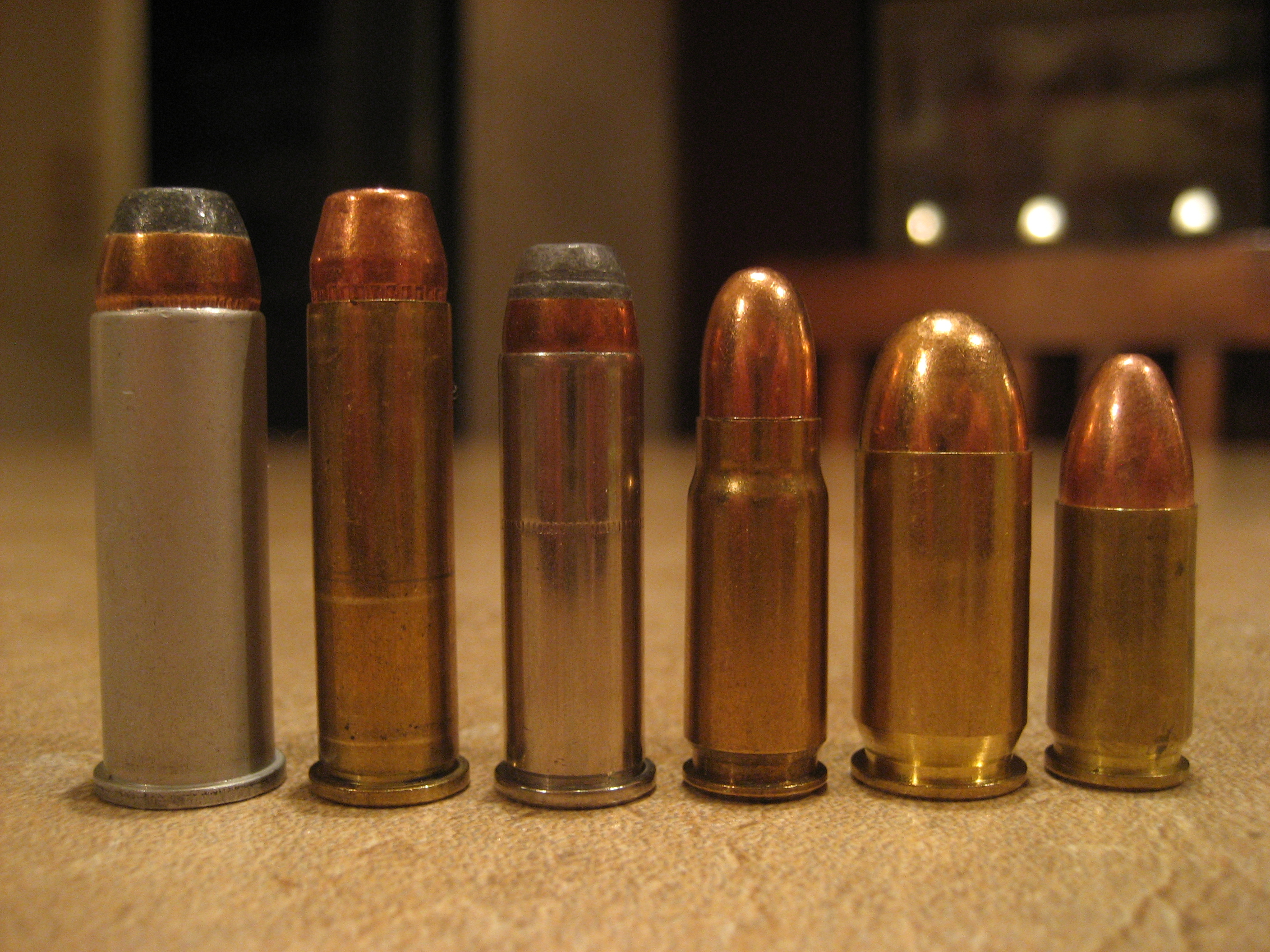
da sinistra: .44 Magnum, .357 Magnum, .38 Special (progenitrice della .357 Magnum), 7,62 × 25 mm Tokarev, .45 ACP, 9 × 19 mm Parabellum

Nell'ambito delle munizioni per armi leggere, il termine Magnum indica una serie di cartucce più potenti, rispetto ad altre di pari calibro meno potenti.

## Tecnica
Generalmente, una cartuccia Magnum è più potente in quanto è stata modificata in lunghezza, cioè ora ha un bossolo più capiente che è in grado di contenere una maggiore carica di polvere, e quindi può sparare anche una palla più grossa/pesante e con maggior potenza. Infatti, è spesso una modifica che deriva da una precedente munizione di pari calibro, il cui bossolo viene allungato. In questo caso, la maggior parte delle altre misure della cartuccia (fondello, collarino, calibro della palla, ecc) rimangono invariate. Comunque, non tutte le cartucce che subiscono questo “allungamento”, poi vengono chiamate Magnum, ma semplicemente dipende dagli standard di nomenclatura del ideatore.
L'aumentata lunghezza, aiuta anche ad impedire l'uso di queste cartucce, in armi nate con le cartucce non-Magnum, dove la maggior potenza potrebbe portare a pericolose rotture dell'arma stessa, con potenziale ferimento del tiratore. D'altro canto, aumentare la lunghezza senza variare le altre dimensioni della cartuccia, mantiene spesso una certa retro-compatibilità, per cui le armi camerate per munizioni Magnum, possono spesso utilizzare anche le cartucce più “deboli” o meno potenti; e ciò è particolarmente vero per le rivoltelle, anche se ogni caso andrebbe sempre valutato a sé stante, per motivi di sicurezza.

## Storia

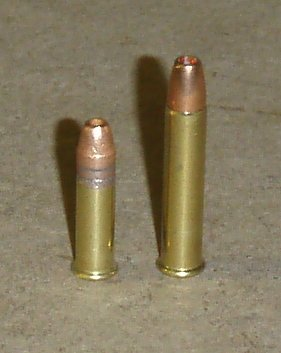
una .22 LR comparata con la derivata .22 WMR

Il bisogno di una munizione più potente per la difesa personale fu sentita nei primi decenni del '900, quando la cartuccia più usata per la difesa personale a livello globale era la .38 Special. Questa era una cartuccia creata nel 1898 dall'allungamento di 3 mm del bossolo della precedente .38 Long Colt, quest'ultima ritenuta insufficiente per quanto riguarda il potere d'arresto. Nonostante l'ampia diffusione del .38 special, fu sentito il bisogno di una munizione con più energia e migliore balistica terminale. L'aumento della polvere all'interno della stessa cartuccia fu provata con munizioni .38-44 Hi Velocity e .38 Special +P, ma fu insufficiente e portò a vari incidenti dove munizioni più potenti furono usate in armi camerate per la .38 special, con risultati spesso disastrosi.

Così nel 1935 fu presentata la rivoltella Smith & Wesson 27, camerata per la cartuccia .357 Magnum con dimensioni uguali alla .38 Special, ma con il bossolo allungato di 3,3 mm.
Da allora sono state prodotte numerose cartucce magnum, sia da pistola che da fucile, come ad esempio la creazione del .44 Magnum dal .44 Special, allungando il bossolo alla stessa lunghezza del .357 Magnum.